# Rothmannia capensis
Rothmannia capensis là một loài thực vật có hoa trong họ Thiến thảo. Loài này được Thunb. miêu tả khoa học đầu tiên năm 1776.

## Hình ảnh

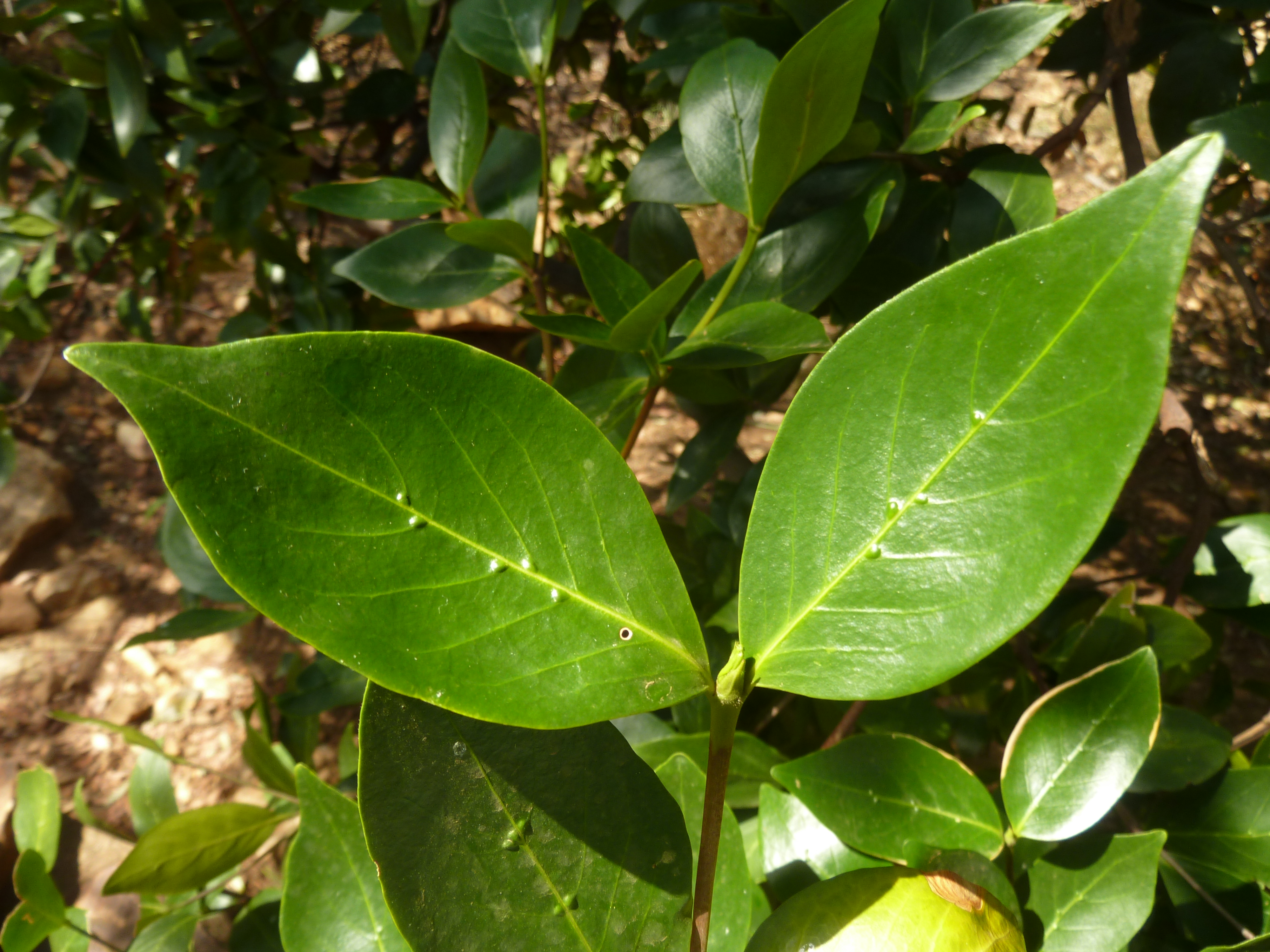
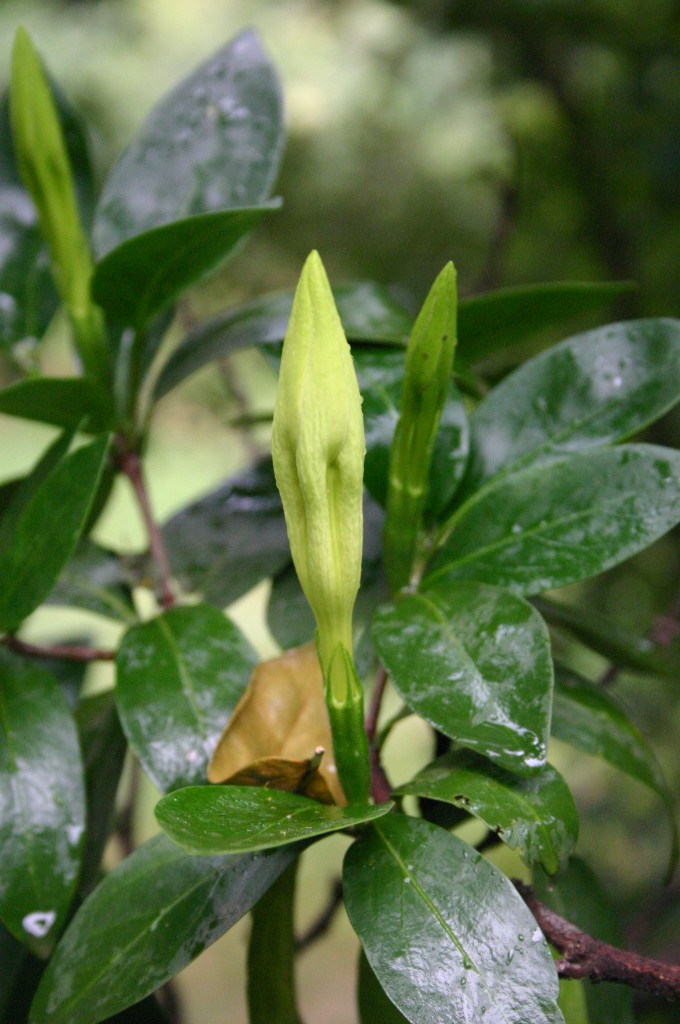